# Echo (Wuppertal)
Echo ist eine Ortslage im Stadtbezirk Ronsdorf der bergischen Großstadt Wuppertal in Nordrhein-Westfalen (Deutschland).

## Lage und Beschreibung
Die Ortslage liegt im Wohnquartier Blutfinke an der Echoer Straße westlich des Ronsdorfer Ortszentrum nahe der Grenze zu Remscheid. Benachbarte Ortslagen sind neben Heidt die Orte und Wohnplätze Stall, Rädchen, Hütte, Grünenbaum, Mühle und die Remscheider Orte Neuland und Langenhaus. 

## Geschichte
Echo ist erstmals auf dem Messtischblatt von 1892 verzeichnet. Im Gemeindelexikon für die Provinz Rheinland von 1888 werden drei Wohnhäuser mit 96 Einwohnern angegeben. Die Schule Echoer Straße wurde 1878 errichtet.